# Toshihiro Yamaguchi
Toshihiro Yamaguchi (Prefettura di Kumamoto, 19 novembre 1971) è un ex calciatore giapponese, di ruolo centrocampista.